# That Was Yesterday (canción de Foreigner)
«That Was Yesterday» es el segundo sencillo extraído del álbum Agent Provocateur de la banda Foreigner. La canción fue escrita por Lou Gramm y Mick Jones.
El remix extendido agregó letras adicionales a la introducción, y estas letras también se pueden escuchar en la versión en vivo del DVD All Access Tonight - 25 - Live In Concert.
En Estados Unidos alcanzó el puesto 12 en el Billboard Hot 100, el 4 en la Billboard Album Rock Tracks y el 24 en la lista Adult Contemporary. También alcanzó el Top 40 en el Reino Unido, Países Bajos, Suiza y Alemania.

## Vídeo musical
Se creó un video musical para "That Was Yesterday", dirigido por Jim Yukich.  Al igual que con "I Want to Know What Love Is", el video musical se basa en una presentación en vivo de la canción. Fue filmado en el Birmingham-Jefferson Civic Center en Birmingham, Alabama.

## Posicionamiento en listas
| Lista (1985)                                 | Máxima posición |
| -------------------------------------------- | --------------- |
| Alemania (Offizielle Deutsche Charts)        | 31              |
| Bélgica (Flandes) (Ultratop 50)              | 25              |
| Estados Unidos (Billboard Hot 100)           | 12              |
| Estados Unidos (Adult Contemporary)          | 24              |
| Estados Unidos (Billboard Album Rock Tracks) | 4               |
| Países Bajos (Dutch Top 40)                  | 19              |
| Reino Unido (UK Singles Chart)               | 28              |
| Suiza (Schweizer Hitparade)                  | 29              |